# LEO-Studie: Leben mit geringer Literalität
Die LEO-Studie ist eine von der Universität Hamburg und dem Team von Anke Grotlüschen durchgeführte Studie, zur Erfassung der Lese- und Schreibkompetenzen der Deutsch sprechenden erwachsenen Bevölkerung (18–64 Jahre). Dabei werden vor allem die unteren Kompetenzstufen des Lesens und Schreibens – die so genannten Alpha-Levels – differenziert. Bis jetzt gab es zwei Durchführungen im Rahmen der LEO-Studie: die erste wurde 2010, mit dem Titel „leo. – Level-One Studie“, durchgeführt, die zweite 2018 als „LEO 2018 – Leben mit geringer Literalität“.

## Ziel der Studie
Das Ziel der Untersuchung ist es, die aktuelle Größenordnung des Phänomens geringer Lese- und Schreibkompetenz unter Erwachsenen zu erfassen. Stärker als die Vorgängerstudie von 2010 widmet sie sich konkreten Fragen von Teilhabe, Alltagspraktiken und Kompetenzen in verschiedenen Lebensbereichen:
- Digitale Praktiken und Grundkompetenzen
- Finanzbezogene Praktiken und Grundkompetenzen
- Gesundheitsbezogene Praktiken und Grundkompetenzen
- Politische Praktiken und Grundkompetenzen
- Schriftbezogene Praktiken im Kontext von Arbeit, Familie und Alltag
- Lese- und Schreibkompetenz im Kontext von Weiterbildung

- Lese- und Schreibkompetenz im Kontext von Migration und Mehrsprachigkeit

## Anlage der Studie
LEO 2018 basiert auf einer Zufallsauswahl von in Deutschland lebenden Personen in Privathaushalten im Alter zwischen 18 und 64 Jahren. Die Nettostichprobe umfasst 6.681 Personen. Sie wurde durch eine Zusatzstichprobe von 511 Personen im unteren Bildungsbereich ergänzt. Befragt wurden Personen, die ausreichend gut Deutsch sprechen, um einer etwa einstündigen Befragung folgen zu können. Die Stichprobe wurde anhand soziodemografischer Eckdaten des Mikrozensus gewichtet.
Nach der standardisierten Befragung zu verschiedenen Aspekten der Lebenssituation absolvierten die befragten Personen einen Kompetenztest mit Lese- und Schreibaufgaben. Alle 7.192 Personen erhielten einen so genannten Verankerungstest. Für die Bearbeitung der Aufgaben benötigten die Befragten im Schnitt knapp zwölf Minuten. Wer bei den vorgelegten Testaufgaben nur wenige korrekte Lösungen erreichte, erhielt weitere einfachere Aufgaben aus einem vertiefenden Test. Bei diesem zweiten Durchgang betrug die durchschnittliche Bearbeitungsdauer sieben Minuten. Die Interviews wurden durch das Umfrageinstitut Kantar Public als computergestützte persönlich-mündliche Interviews durchgeführt (CAPI: Computer Assisted Personal Interview).

## Bedeutung "geringe Literalität"
Geringe Literalität bedeutet, dass eine Person allenfalls bis zur Ebene einfacher Sätze lesen und schreiben kann. In der Systematik der LEO-Studie wird der Bereich geringer Lese- und Schreibkompetenz mit den Alpha-Levels 1 bis 3 beschrieben (vgl. zu der Systematik der Alpha-Levels vertiefend: Grotlüschen & Riekmann 2012).
Kompetenzen auf dem Alpha-Level 1 entsprechen der Buchstabenebene. Dass jemand allenfalls auf der Ebene von Buchstaben literalisiert ist, ist in Deutschland sehr selten.
Kompetenzen auf dem Alpha-Level 2 entsprechen der Wortebene. Auf diesem Alpha-Level sind Personen in der Lage, einzelne Wörter zu lesen oder zu schreiben, sie scheitern jedoch an der Ebene von Sätzen. Selbst gebräuchliche Wörter werden beim Lesen und Schreiben oftmals Buchstabe für Buchstabe zusammengesetzt.
Kompetenzen auf dem Alpha-Level 3 entsprechen der Satzebene. Auf diesem Alpha-Level sind Personen in der Lage, einzelne Sätze zu lesen und zu schreiben, sie scheitern aber an der Ebene zusammenhängender – auch kürzerer – Texte.
Geringe Literalität umfasst diese drei Alpha-Levels. Betroffene Personen sind aufgrund ihrer begrenzten schriftsprachlichen Kompetenzen in verschiedenen Lebensbereichen in ihrer selbstständigen Teilhabe eingeschränkt. So misslingt etwa auch das Lesen einfacher schriftlicher Arbeitsanweisungen.
Kompetenzen auf dem Alpha-Level 4 beschreiben eine auffällig fehlerhafte Rechtschreibung auch bei gebräuchlichem und einfachem Wortschatz.

## Ergebnisse zur Lese- und Schreibkompetenz in Deutschland 2018
Von den Deutsch sprechenden Erwachsenen lesen und schreiben im Jahr 2018 noch 12,1 Prozent auf einem niedrigen Kompetenzniveau. Verglichen mit den Ergebnissen der LEO – Level-One Studie aus dem Jahr 2010 bedeutet das einen Rückgang um 2,4 Prozentpunkte. Die Veränderung ist statistisch signifikant (p < 0,01). Hochgerechnet auf die Bevölkerung verbleiben rund 6,2 Millionen Erwachsene im Bereich geringer Literalität (2010: 7,5 Millionen Erwachsene).